# Giovanni Vincenzo Corso
Giovanni Vincenzo Corso (Napoli, 1490 – 1545) è stato un pittore italiano appartenente al Rinascimento italiano.
Fu allievo di Giovanni Antonio Amato e subì le influenze stilistiche di Pietro Perugino, Andrea Sabatini e Polidoro da Caravaggio. Si trasferì a Roma per assistere Perin del Vaga. Molti dei suoi lavori, conservati nelle chiese di Napoli, sono ora danneggiati o pesantemente ritoccati, tra cui un Cristo che porta la croce presso la chiesa di San Domenico Maggiore e una Adorazione dei Magi conservata nella basilica di San Lorenzo Maggiore